# Terror Blanc (Rússia)
Amb el nom de Terror Blanc a Rússia es coneix a la violència de masses i a les atrocitats perpetrades contra la població, durant la Revolució russa i la Guerra Civil Russa (1917-1923), per l'Exèrcit Blanc, alguns exèrcits estrangers i els oponents a el govern soviètic.
El terror va afectar els partidaris i simpatitzants de la revolució, als grups guerrillers i als que servien en els òrgans de govern soviètic, al conjunt de la població russa, la qual fou víctima dels atacs, sabotatge si atemptats per a causar malestar contra la revolució, a més de minories com els jueus, que foren perseguits i exterminats per les forces contra-revolucionàries de l'Exèrcit Blanc.
El terme de Terror Blanc té l'origen en la reacció contrarevolucionària que tingué lloc a França els primers anys de la Restauració (1815-16), quan els reialistes es lliuraren a una repressió sagnant contra les persones que s'havien significat en l'etapa anterior com a revolucionaris o com a bonapartistes. El mateix terme ha estat usat en diferents països en períodes revolucionaris i de guerres civils per referir-se a la violència i repressió de les forces contrarevolucionàries o conservadores.
A Rússia el Terror Blanc va començar des del moment mateix en què els soviets van assumir el control del govern al novembre de 1917 i va continuar fins a la derrota final dels exèrcits blancs i la intervenció estrangera contra Rússia en 1923.
Diversos historiadors fan èmfasi que el Terror Blanc va ser premeditat i sistemàtic, ja que les ordres venien dels alts funcionaris del Moviment Blanc, així com per mitjà d'accions legislatives dels diferents règims blancs establerts en els territoris que controlaven durant la Guerra Civil.
El Terror Blanc inclogué, a més de la lluita contra el govern soviètic, la persecució i matances de minories religioses, ètniques i nacionals. L'Informe Whitaker de les Nacions Unides va declarar la massacre de 100.000 a 150.000 jueus en més de 2.000 pogroms durant el Terror Blanc com a exemple de genocidi.
A la violència sistemàtica i assassinats massius del Terror Blanc el govern soviètic hi oposà el que s'anomenà Terror Roig.

#### Inici
Una data que s'ha considerat l'ijnici del terror blanc fou el 8 d'octubre de 1917 (del calendari antic), quan a Moscou, un grup de cadets contrarevolucionaris blancs van prendre el control del Kremlin de Moscou capturant al destacament del 56è Regiment de Reserva. Els soldats van rebre l'ordre d'alinear-se, amb el pretext de marxar davant de l'monument d'Alexandre II, un cop desarmats els blancs es van posar a disparar als presoners, matant a unes 300 persones.

## Caràcter sistemàtic i genocidi contra jueus
Un dels dirigents de l'Exèrcit Blanc el general Lavr Kornilov, afirmà durant la campanya d'hivern al sud de Rússia : «Us dono una ordre molt cruel: no prengueu presoners! Estic d'acord amb la responsabilitat per aquest ordre davant Déu i el poble rus. » Sentenciant que: «com més gran sigui el terror, més gran serà la nostra victòria.» Va jurar que els objectius de les seves forces havien de ser assolits fins i tot si per a això era necessari «calar foc a la meitat del país i vessar la sang de les tres quartes parts de tots els russos».
Després de la mort de Kornilov a l'abril de 1918, la direcció de l'exèrcit de voluntaris va passar a Anton Denikin. Durant el règim de Denikin, la premsa blanca instava regularment a la violència contra els jueus. Per exemple, una proclamació d'un dels generals de Denikin incitava la gent a «armar-se» per arrancar de soca-rel «la força maligna que viu al cor dels jueus comunistes».
La repressió no només s'estendria contra els bolxevics, socialistes i grups d'esquerra sinó que aconseguiria a grups ètnics minoritaris de l'Imperi com els jueus, que es calcula que patiren prop de 2000 progroms atiats pel terror blanc, en els quals moriren més de 100.000 persones, kurds, Kazakhs i àzeris que serien assassinats en massa per la pertinència al seus grups ètnics, considerats enemics de Rússia blanca; es calcula que més de 300.000 persones pertanyents a grups ètnics minoritaris serien assassinats durant el Terror Blanc.

## Sud i Oest de Rússia
Kornilov primer, i Denikin després dirigiren la campanya al Sud de Rússia, practicant violència sistemàtica contar presoners de guerra i població civil de les zones que no simpatitzaven amb la contrarevolució com a càstig col·lectiu. Només a la petita ciutat de Fastov, l'exèrcit de voluntaris de Denikin va assassinar més de 1.500 jueus, la majoria ancians, dones i nens. Es calcula que entre 100.000 i 150.000 jueus a Ucraïna i el sud de Rússia van morir en pogroms perpetrats per les forces de Denikin, així com pels nacionalistes ucraïnesos de Símon Petliura. a Kiev, les forces de Petilura assassinaren 1500 treballadors i partidaris dels soviets capturats el febrer de 1918.
Al Sud de Rússia les execucions massives es van produir el 1918 en territoris sota ocupació blanca. En un incident, el comandant de la 3a Divisió de l'Exèrcit de Voluntaris, el Major General Mikhaïl Drozdovski, va donar l'ordre de disparar a centenars de presoners capturats.
El 1918, quan els blancs controlaven el territori del nord amb una població d'unes 400.000 persones, més de 38.000 van ser enviats a presons. D'aquests, uns 8.000 van ser executats mentre que milers més van morir a causa de tortures i malalties.

## Est de Rússia
L'almirall Aleksandr Koltxak, declarat heroi per la Marina Britànica, va establir una dictadura contrarevolucionària en la part oriental de país, el Govern Provisional de Sibèria, amb seu a Omsk. que va superar fins i tot a el règim tsarista. Durant el seu regnat, els blancs van torturar i van disparar contra més de 25.000 persones a la província de Iekaterinburg. El règim de Kolxak també utilitzava flagel·lacions massives, especialment amb varetes. Kolxak va dictar ordres d'arrasar pobles sencers. En unes poques províncies siberianes, 20.000 granges van ser destruïdes i més de 10.000 cases camperoles cremades. El règim de terror blanc va destruir ponts i va dinamitar estacions d'aigua, desenes de milers de persones van morir per inanició en accions contra llogarets i territoris rurals sospitosos d'acollir bolxevics, simpatitzants soviètics i eseristes, que a Sibèria s'uniren a l'Exèrcit Roig per combatre el brutal govern de Koltxak.
Un extracte de l'ordre del govern del comtat del Ienissei a l'óblast d'Irkutsk, sota el control de Koltxak, el general. S. Rozanov decretava: «Aquells pobles la població dels quals es resisteixi a les tropes, es cremaran els pobles i s'executaran els homes adults sense excepció. Si es prenen ostatges en casos de resistència a les tropes governamentals, dispareu els ostatges sense pietat» El març de 1919, el mateix almirall Kolxak va exigir a un dels seus generals que "seguís l'exemple dels japonesos que, a la regió d'Amur, havien exterminat la població local".
Als Urals una crueltat extraordinària va ser practicada per diversos senyors de la guerra cosacs de l'Exèrcit Blanc: Annenkov, Dutov, Semyonov i Kalmykov. Durant el judici contra Annenkov, hi va haver testimonis sobre els saqueigsde camperols i atrocitats sota el lema: "No tenim restriccions! Déu és amb nosaltres i amb l'ataman Annenkov: degollem a dreta i esquerra! ". El setembre de 1918, durant la supressió dels aixecaments camperols al comtat de Slavgorod, Annenkov va torturar i matar fins a 500 persones. Els pobles van ser cremats, els pagesos van ser afusellats, torturats i penjats a pilars, incloses les dones i els fills dels camperols. Les nenes de Slavgorod i els voltants van ser portades al tren d'Annenkov, violades i després afusellades. Segons un testimoni presencial, Annenkov va practicar tortures brutals: les víctimes tenien els ulls trinxats i les llengües i tires de l'esquena tallades, eren enterrades vives o esquarterades lligades a cavalls. A Semipalatinsk, Annenkov va amenaçar amb executar un de cada cinc residents si la ciutat es negava a pagar indemnitzacions.
El 9 de maig de 1918, després que Dutov capturés Alekasandrov-Gai, prop de 2.000 homes de l'Exèrcit Roig van ser enterrats vius. Més de 700 persones del poble van ser executades. Després de capturar Troitsk, Orenburg i altres ciutats, es va instal·lar un règim de terror. Una presó d'Orenburg contenia més de 6.000 persones, de les quals 500 van morir durant els interrogatoris. A Txelyabinsk, els homes de Dutov van executar o deportar a presons siberianes a més de 9.000 persones. A Troitsk, els homes de Dutov durant les primeres setmanes després de la presa de la ciutat van disparar unes 700 persones. A Ileka van matar més de 400. Aquestes execucions massives eren típiques de les tropes cosacs de Dutov. L'ordre executiva de Dutov del 4 d'agost de 1918 imposava la pena de mort per evasió del servei militar i fins i tot per resistència passiva a les autoritats del seu territori. En un districte de la regió dels Ural, el gener de 1918, els homes de Dutov van matar més de 1.000 persones. El 3 d'abril de 1919, el senyor cosac va ordenar a les seves tropes que matessini prenguessin ostatges per a la més mínima exhibició d'oposició. Al poble de Sugar, els homes de Dutov van cremar un hospital amb centenars de pacients de l'Exèrcit Roig.
El règim de Semenov a Transbaikal es va caracteritzar pel terror i les execucions de masses. A l'estació de Adrianovki, l'estiu de 1919, més de 1.600 persones van ser afusellades. El mateix Semenov va admetre al jutjat que les seves tropes van cremar pobles. Es van establir onze cases de mort permanent, on es practicaven formes refinades de tortura. Semyonov va supervisar personalment les cambres de tortura, durant les quals van ser assassinades unes 6.500 persones.

## Territoris ocupats pels aliats
A més dels exèrcits blancs russos, pocs mesos després de la revolució, desenes de milers de soldats de la Gran Bretanya, Estats Units, França, Canadà, Austràlia i altres països van ser enviats a Rússia en el que va arribar a conèixer-se com la Intervenció Aliada.
Durant el terror blanc els exèrcits txecs es van apoderar de totes les ciutats del Volga, i els britànics ocupen Arkangelsk i Murmansk. El 1918 els britànics van obrir el primer camp de concentració en sòl rus, un lloc que va arribar a ser anomenat "l'illa de la mort". En total en els territoris dels aliats serien assassinades 230.000 persones.
En les estepes dels Urals 70.000 camperols van ser internats en camps com a ostatges, amb insuficient menjar, roba i propensos a la còlera i el tifus.

## Derrota blanca i final del terror blanc
Amb e final de la guerra i la derrota dels exèrcits blancs a mans de l'Exèrcit Roig, alguns dels generals blancs responsables de les atrocitats foren jutjats i executats, altres fugiren a l'exili, on alguns d'ells serien condecorats per governs occidentals com el britànic.
Alguns autors han notat que el conflicte de classes general de la guerra civil estava exacerbat per factors locals com l'escassetat d'aliments, la rivalitat entre ètnies, nacions i regions i el bandolerisme oportunista.
També hi va haver molta violència perpetrada per altres grups que no eren els blancs i roigs enmig d'aquest caos. Això incloïa els grups solts i localitzats coneguts com els exèrcits verds associats principalment a la pagesia, els diferents exèrcits nacionals de l'antic imperi tsarista, l'exèrcit negre anarquista dirigit per Nestor Makhno a Ucraïna i les forces d'intervenció internacional.

## El terror blanc en la cultura i la memòria
Molts autors russos van escriure sobre l'heroisme del poble rus en la lluita contra el terror blanc. Les novel·les inclouen Txapàiev de Dimitri Furmanov, La riuada de ferro de Serafimovitx i La derrota de Fadeiev. Molts dels primers contes i novel·les de Sholokhov, Leonov i Fedin es van dedicar a aquest tema.
La novel·la autobiogràfica de Nikolai Ostrovski, Com es va trempar l'acer documenta episodis del terror blanc a l'oest d'Ucraïna per part d'unitats antisoviètiques.
Avui dia hi ha memorials que recorden les víctimes del terror blanc en nombroses localitats russes, belarusses i ucraïneses.
Són destacats els memorials a Volgograd, Viborg, Voronezh, Simferopol, Sebastopol i Slavgorod.